# دير دعام (الحديدة)
دير دعام هي إحدى قرى مديرية المغلاف، التابعة لمحافظة الحديدة اليمنية، بلغ تعداد سكانها 2380 نسمة حسب الإحصاء الذي أجري عام 2004.